# Walter Sperling (Historiker)
Walter Sperling (* 1975 in Karaganda, Kasachische SSR, UdSSR) ist ein deutscher Historiker.

## Leben
Sperling wuchs in einer russlanddeutschen Familie auf, mit der er gemeinsam in die Bundesrepublik übersiedelte. Nach seinem Schulabschluss studierte Sperling Geschichte, Slawistik und Osteuropäische Geschichte an der Universität Bielefeld. Nach einer Tätigkeit als Lehrbeauftragter an der Humboldt-Universität promovierte Sperling 2010. 2016 war er Vertretungsprofessor für die Geschichte Ost- und Mitteleuropas an der LMU.

## Werke
- Der Aufbruch in die Provinz. Die Eisenbahn und die Neuordnung der Räume im Zarenreich. Campus-Verlag, Frankfurt am Main 2011, ISBN 978-3-5933-9431-2 (zugleich Dissertation).
- Vor den Ruinen von Grosny. Leben und Überleben im multiethnischen Kaukasus. Matthes & Seitz, Berlin 2023, ISBN 978-3-7518-2005-9.

Als Herausgeber:
- Jenseits der Zarenmacht. Dimensionen des Politischen im Russischen Reich 1800–1917. Campus Verlag, Frankfurt am Main 2008, ISBN 978-3-5933-8766-6.